# Ḩasan Gāvdārī
Ḩasan Gāvdārī (persiska: حسن گاوداری, Ḩasan) är en ort i Iran.   Den ligger i provinsen Ilam, i den västra delen av landet, 500 km sydväst om huvudstaden Teheran. Ḩasan Gāvdārī ligger 1 045 meter över havet och antalet invånare är 432.
Terrängen runt Ḩasan Gāvdārī är kuperad åt nordost, men åt sydväst är den bergig.Runt Ḩasan Gāvdārī är det ganska glesbefolkat, med 39 invånare per kvadratkilometer. Närmaste större samhälle är Lūmār, 11,8 km öster om Ḩasan Gāvdārī. Omgivningarna runt Ḩasan Gāvdārī är i huvudsak ett öppet busklandskap.